# Tris Speaker
Tristram Edgar Speaker, soprannominato "The Grey Eagle" (Hubbard, 4 aprile 1888 – Whitney, 8 dicembre 1958), è stato un giocatore di baseball e allenatore di baseball statunitense che ha giocato nel ruolo di esterno nella Major League Baseball (MLB). È stato introdotto nella National Baseball Hall of Fame nel 1937.

## Carriera
Considerato uno dei migliori esterni centro sia in attacco che in difesa della storia della MLB, Speaker mantenne in carriera una media battuta di 0,345 (la sesta di tutti i tempi). I suoi 792 doppi rappresentano una record assoluto, mentre le sue 3 514 valide sono il quinto risultato di sempre. In difesa, Speaker detiene i primati per assistenze, doppi giochi e doppi giochi non assistiti da parte di un esterno. Il suo guantone era noto come il posto "dove i tripli vanno a morire."

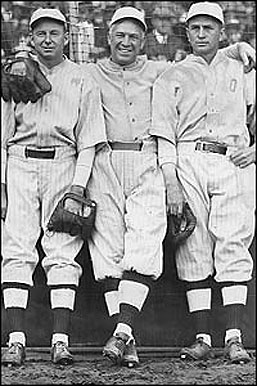
(Da sinistra a destra) Duffy Lewis, Tris Speaker e Harry Hooper, i membri del "Million-Dollar Outfield" di Boston.

Dopo avere giocato nell minor league in Texas e in Arkansas, Speaker debuttò con i Boston Red Sox nel 1907. Divenne l'esterno centro titolare nel 1909 e guidò i Red Sox a due titoli delle World Series nel 1912 e 1915. Tra il 1910 e il 1915, assieme a Harry Hooper (esterno destro) e Duffy Lewis (esterno sinistro) formò uno dei migliori terzetti di esterni della storia del baseball. La miglior stagione di Speaker fu nel 1912 quando disputò tutte le partite e guidò l'American League (AL) in doppi (53) e fuoricampo (10). Stabilì anche i suoi primati personali con 222 valide, 136 punti, 580 turni in battuta e 52 basi rubate, venendo premiato come MVP dell'American League.
Nel 1915, la media battuta di Speaker scese a 0,322 dopo il 0,338 della stagione precedente e venne scambiato coi Cleveland Indians quando rifiutò una riduzione di stipendio. Come giocatore-manager for Cleveland, guidò la squadra alla sua prima vittoria delle World Series. In dieci stagioni con Cleveland, finì con una media battuta superiore a 0,350. Speaker si dimise da manager di Cleveland nel 1926 dopo che lui e Ty Cobb furono accusati di avere truccato una partita; entrambi furono in seguito completamente scagionati dall'accusa.
Speaker concluse la carriera con i Washington Senators nel 1927 e con i Philadelphia Athletics nel 1928, dopo di che divenne un manager e proprietario nelle minor league. In seguito occupò diversi ruoli alle dipendenze dei Cleveland Indians. Nel 1999, The Sporting News lo inserì al 27º posto nella classifica dei migliori cento giocatori di tutti i tempi e fu anche introdotto nella formazione del secolo della MLB.

## Palmarès

### Club
- World Series: 3

Boston Red Sox: 1912, 1915
Cleveland Indians: 1920

### Individuale
- MVP dell'American League: 1

1912
- Miglior battitore dell'American League: 1

1916
- Leader dell'American League in fuoricampo: 1

1912
- Leader dell'American League in punti battuti a casa: 1

1923
- Boston Red Sox Hall of Fame
- Cleveland Indians Hall of Fame
- Club delle 3 000 valide